# Leftfield
Leftfield ist ein britisches Electronica-Projekt, das 1989 von Paul Daley (zuvor Mitglied bei A Man Called Adam und den Brand New Heavies) und Neil Barnes in London gegründet wurde. Leftfield veröffentlichten bis zur Auflösung 2002 zwei von der Kritik hochgelobte Alben und waren auch als Remixer aktiv. Das Duo gilt heute als Pionier der Intelligent Dance Music. Seit 2010 führt Barnes Leftfield ohne Daley fort.

## Geschichte

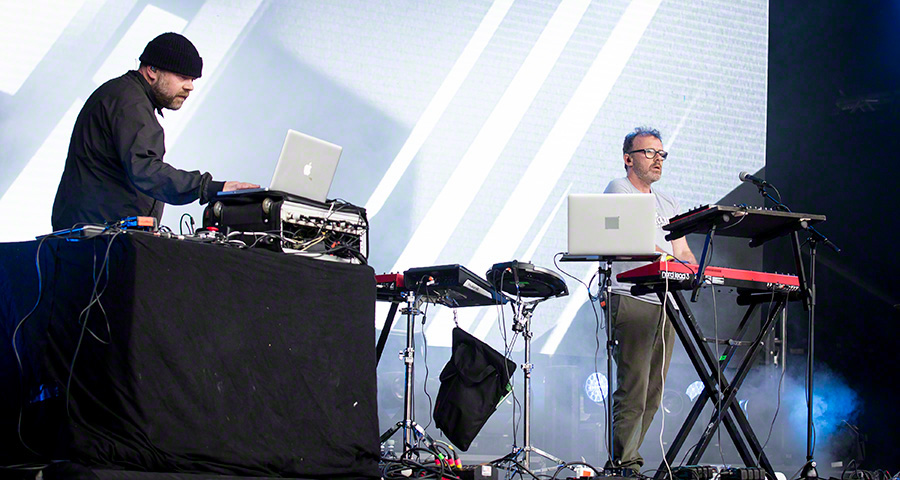
Leftfield, 2016

Mit dem 1993 veröffentlichten Open Up, das in Zusammenarbeit mit John Lydon als Sänger entstand, landeten Leftfield ihren ersten Mainstream-Hit. Das 1995 erschienene Debütalbum Leftism, eine völlig neuartige Mischung aus Dub, Breakbeat und Techno, war wegweisend für moderne Electronica. Viele Elektronikproduzenten ließen sich von Leftism beeinflussen. Die große Anzahl von Leftfield-inspirierten Veröffentlichungen ließ die britische Musikpresse, allen voran das DJ Magazine und Mixmag, zeitweise eine neue Genrebezeichnung mit eigenen Plattencharts kreieren: Leftfield.
Das zweite, 1999 veröffentlichte Album, Rhythm And Stealth, behielt einen ähnlichen Stil bei, ist jedoch stärker von Techno – insbesondere Detroit Techno und Electro Funk – geprägt. Prominente Gastvokalisten  waren Afrika Bambaata und Roots Manuva. Das in New York unter der Regie von Chris Cunningham entstandene Musikvideo zu Afrika Shox, das die düstere Stimmung des Tracks eindrucksvoll transportierte, avancierte zum Klassiker. Rhythm And Stealth war 2000 für den britischen Mercury Music Prize nominiert.
Im Jahre 2002 trennten sich die beiden Musiker, um Soloprojekte zu verfolgen.
2005 erschien noch ein Best-of-Album mit dem Titel A Final Hit – The Greatest Hits. Auf diesem fanden sich neben den bekanntesten Stücken beider Vorgängeralben auch die beiden Non-Album-Singles Not Forgotten und More Than I Know sowie drei weitere zuvor nicht verwendete Stücke, darunter auch der Track Snakeblood, den Leftfield für den Soundtrack des Films The Beach produziert hatten. Dem Album ist eine DVD beigelegt, die alle sieben bis dahin von Leftfield produzierten Videos enthält.
2010 begann Neil Barnes ohne Paul Daley, stattdessen mit Alan Wren als neuem Partner, unter dem Interpretennamen Leftfield bei mehreren Festivals live aufzutreten. Sie arbeiteten hierzu mit wechselnden Sängern und anderen Musikern zusammen. Aus Mitschnitten dieser Konzerte entstand auch das 2012 veröffentlichte Live-Album Tourism.
Im März 2015 veröffentlichte Leftfield seine neue Single Universal Everything, und im 8. Juni 2015 folgte ein zugehöriges neues Album: Alternative Light Source war Leftfields erstes Studio-Album seit 16 Jahren. An dem Album arbeiteten ebenfalls verschiedene externe Musiker mit, insbesondere Sleaford Mods im Stück Head and Shoulders.
Am 2. Dezember 2022 veröffentlichte Leftfield das vierte Studio-Album This Is What We Do. Barnes zufolge hätte er gerne länger an dem Album gearbeitet, wurde aber durch gesundheitliche, familiäre und finanzielle Umstände zur Fertigstellung genötigt. Die Tour zum Release fand im Frühjahr 2023 ausschließlich an Spielorten im Vereinigten Königreich statt und wurde gesanglich von den Musikern Cheshire Cat und Earl 16 begleitet.

## Nutzung in Werbung und Medien
Einige ihrer Titel wurden durch die Werbung einem breiteren Publikum bekannt. Beispielsweise wurde das Intro von Release the Pressure für einen Werbespot des deutschen Telekommunikationsanbieters O2 verwendet. Des Weiteren fand der Leftfield-Track Afro-Ride im PlayStation-Spiel WipEout aus dem Jahr 1995 Verwendung. Der Track Phat Planet wurde für die Serie Transformers: Beast Machines als Titelsong benutzt.

## Diskografie

### Alben
- 1995: Leftism (Hard Hands)
- 1999: Rhythm and Stealth (Hard Hands)
- 2012: Tourism (Live, Absolute)
- 2015: Alternative Light Source (Infectious Music)
- 2022: This Is What We Do (Virgin Music)

### Remixalben, auf denen Leftfield geremixt wurde
- 2000: Stealth Remixes – Leftfield (Album, erschien als Doppel-CD zusammen mit Rhythm and Stealth)

Tracks: Phat Planet (Dave Clarke Remix), El Cid (I-Cube Simple Mix), Rino's Prayer (Nick Rapacciolo Remix), Chant of a Poor Man (Mighty Quark Remix), Dub Gussett (Maas Remix), El Cid (I-Cube Table Tennis Remix), Double Flash (Headstarter Remix)
Videos: Afrika Shox, Dusted

### Kompilationen
- 2005: A Final Hit – Greatest Hits (Hard Hands)

### Singles
- 1991: Not Forgotten (Outer Rhythm)
- 1991: More Than I Know (Outer Rhythm)
- 1992: Release the Pressure (Hard Hands)
- 1993: Song of Life (Hard Hands)
- 1993: Open Up (Hard Hands)
- 1995: Original (Hard Hands)
- 1995: Afro Left (Hard Hands)
- 1996: Release the Pressure (Hard Hands)
- 1999: Africa Shox (Hard Hands)
- 1999: Dusted (Hard Hands)
- 2000: Snakeblood – The Beach Soundtrack (Hard Hands)
- 2000: Swords (Hard Hands)

### Remixe durch Leftfield
- 1992: Intoxication – React 2 Rhythm
- 1992: Open Up Your Head – IF?
- 1992: Body Medusa – Supereal
- 1992: Free and Equal – I.C.P
- 1992: Deeper Love (Missing You) – Ultra Nate
- 1992: Everything and More – IF?
- 1992: Hallelujah ’92’ – Innercity
- 1992: A Profound Gas – The Sandals
- 1992: Back to the Front – Adamski
- 1992: The Hunter – The Sandals
- 1992: Nothing – The Sandals
- 1992: You’re Mine – Pressure Drop
- 1992: Perfect Motion – Sunscreem
- 1992: Step It Up – Stereo MCs
- 1993: I Am Free – Morgan King
- 1993: Jump They Say – David Bowie
- 1993: Unforgiven – D:Ream
- 1994: Renegade Soundwave – Renegade Soundwave
- 1994: Timeless Land – Yothu Yindi
- 1995: White Skies – Sunscreem
- 1997: Sun – John Lydon